# NGC 6890
NGC 6890 este o galaxie seyfert de tip 2⁠(d) situată în constelația Săgetătorul. A fost descoperită în 1834 de către John Herschel. Se află la o distanță de 34,56 de megaparseci de Pământ.